# Flen
Flen est une localité de Suède dans la commune de Flen, dont elle est le chef-lieu, située dans le comté de Södermanland.
Sa population était de 6 659 habitants en 2019.